# This Is the End
This Is the End (bra: É o Fim; prt: Isto É o Fim!) é um filme estadunidense de 2013, do gênero comédia de ação, dirigido por Evan Goldberg e Seth Rogen, com roteiro de Stone Jason e dos próprios diretores.
Lançado nos Estados Unidos em 12 de junho de 2013, o filme traz James Franco, Jonah Hill, Seth Rogen, Jay Baruchel, Danny McBride e Craig Robinson interpretando a si mesmos num cenário que parodia o fim do mundo.

## Sinopse
Após uma série de acontecimentos catastróficos que assolam Los Angeles, James Franco, Jonah Hill, Seth Rogen, Jay Baruchel, Danny McBride e Craig Robinson tem de enfrentar o verdadeiro significado da amizade e redenção com o mundo se acabando em torno deles.

## Elenco
- Jay Baruchel
- Seth Rogen
- James Franco
- Craig Robinson
- Jonah Hill
- Danny McBride
- Christopher Mintz-Plasse
- Emma Watson
- Michael Cera
- Jason Segel
- David Krumholtz
- Paul Rudd
- Mindy Kaling
- Martin Starr
- Kevin Hart
- Rihanna
- Channing Tatum
- Aziz Ansari
- Backstreet Boys

## Dublagem brasileira
- Estúdio de dublagem: Delart[9]
- Direção de Dublagem: Manolo Rey[9]
- Cliente: Sony/ Columbia[9]
- Tradução: Manolo Rey[9]
- Técnico(s) de Gravação: Fellipe Dantas e Léo Santos[9]
- Edição: Claudio Alves[9]
- Mixagem: Claudio Alves[9]

Dubladores
- Guilherme Briggs[9]
- Sérgio Cantú[9]
- Clécio Souto[9]
- Ronaldo Julio[9]
- Rodrigo Antas[9]
- Reginaldo Primo[9]
- Alexandre Moreno[9]
- Charles Emmanuel[9]
- Carina Eiras[9]
- Felipe Drummond[9]
- Duda Espinoza[9]
- Paulo Vignolo[9]
- Luisa Palomanes[9]
- Guto Nejaim[9]
- Marcos Souza[9]
- Jullie[9]

## Produção
O filme marca a estreia na direção de Rogen e Evan Goldberg, e é baseado Jay and Seth vs. The Apocalypse, um curta-metragem criado por Rogen e Baruchel. Em abril de 2012, foi relatado que o filme seria lançado em 14 de junho de 2013. Em julho de 2012, This Is the End tinha entrado pós-produção. O filme foi originalmente intitulado The Apocalypse, e mais tarde foi renomeado para The End of the World e novamente alterado em 20 de dezembro de 2012, quando Rogen anunciou que seria chamado de This Is the End, juntamente com o lançamento do seu primeiro trailer e cartaz.